# ادوارد و هنری اشنل

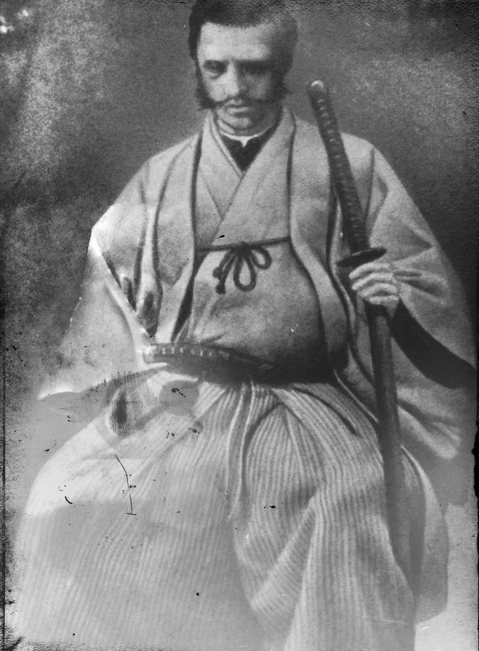

ادوارد و هنری اشنل (انگلیسی: Edward and Henry Schnell) دو برادر آلمانی بودند که در صنایع جنگ‌افزاری در ژاپن فعال بودند. پس از بازشدن اجباری یوکوهاما برای تجارت خارجی، ادوارد، که در دهه ۱۸۵۰ در ارتش پروس خدمت می‌کرد و مالایی صحبت می‌کرد، باید بیش از ۱۸۶۲ به ژاپن رسیده باشد، زیرا او در سال ۱۸۶۹ دارای یک پسر ۷ ساله از همسر ژاپنی خود کاوای تسوگونوسوکه بود.